# 独立記念日 (アメリカ合衆国)

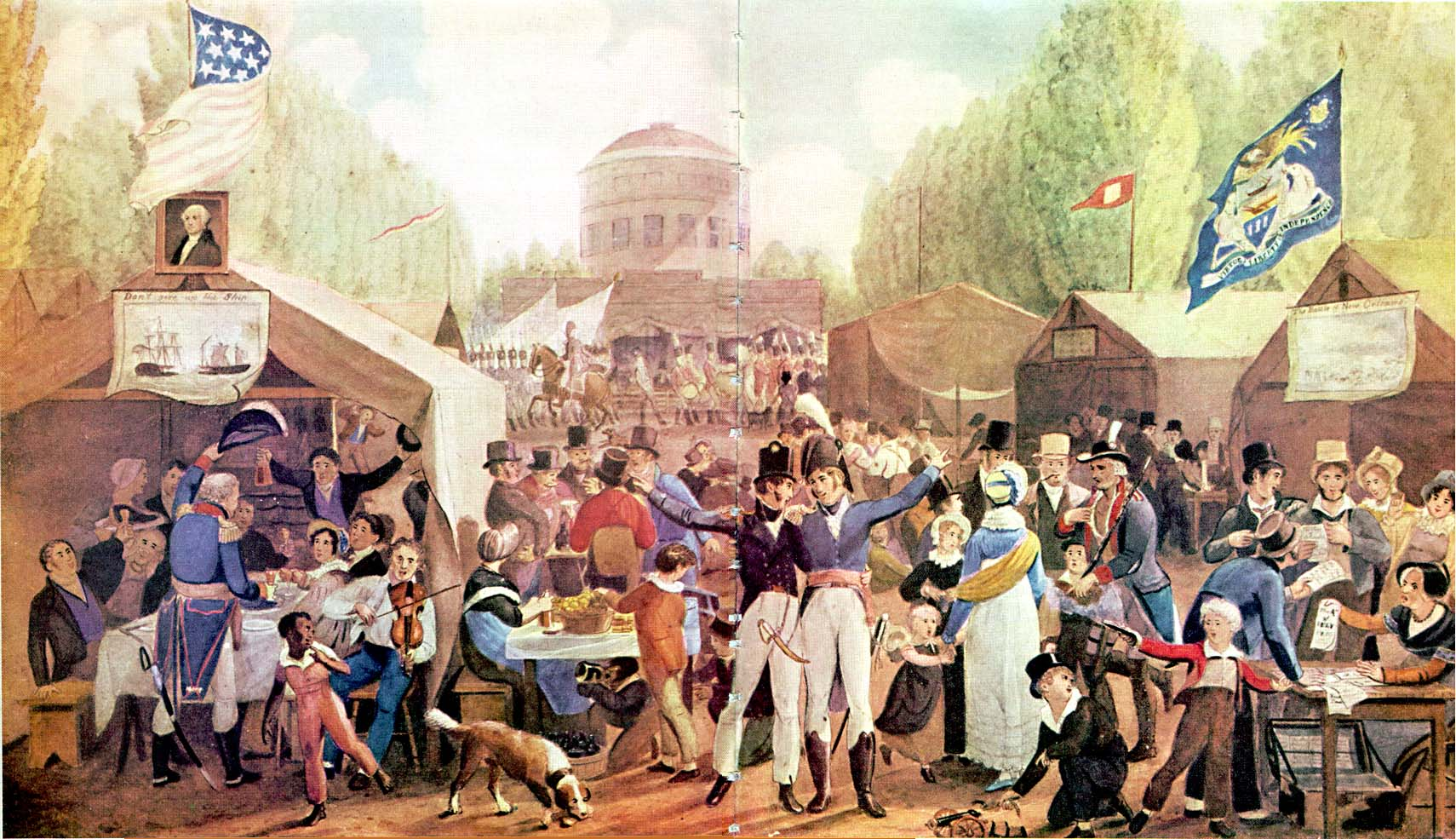
フィラデルフィアでの祝賀（1819年）

独立記念日（どくりつきねんび、英: Independence Day）は、1776年にアメリカ独立宣言が公布されイギリスによる占領から解放されたことを記念して、毎年7月4日に定められているアメリカ合衆国の祝日。「独立記念日（インディペンデンス・デイ）」の呼称が最も一般的であり、「7月4日」（"Fourth of July"）と言えば独立記念日を指す。最も米国らしい祝日と言われ、独立記念日の一週間はクリスマス、感謝祭と並び全米が祝日モードとなる。ワシントンDC、ボストン等の都市では大型の花火打ち上げや屋外コンサートが行われ、米国内外から訪れる大勢の観光客で賑わう。

## 概要
独立記念日には、ワシントンDC、ボストンをはじめ各地で打ち上げ花火、パレード、コンサート等のイベントが開かれ、家庭ではバーベキュー、ピクニック、野球などをして家族や友人と過ごす。独立記念日の祝日は7月4日のみだが、土日を挟んだ前後に休暇を取って連休にし、旅行に出かけたり帰省したりするアメリカ人が多い。
独立記念日恒例の打ち上げ花火は、1777年以来の伝統行事である。なお、独立記念日を祝う大型行事が行われるワシントンDC、ボストンでは、その週は早くから見物人で、ホテルが満室となる。
現在、アメリカ合衆国の祝日の大部分は、月曜日に設定されており、前後の週末と連続して3連休になっていることが多いが（ハッピーマンデー）、独立記念日は7月4日に固定されているかわりに、商業施設では、週全体を「独立記念日週」と銘打ってセール期間とする場合もある。

## 歴史
- 1777年 - フィラデルフィアで独立宣言一周年の祝典が開かれる
- 1779年 - 7月4日が日曜日と重なったため、翌7月5日に祝賀が行われた。
- 1781年 - マサチューセッツ州州議会が初めて独立記念日を公認
- 1870年 - 連邦議会が7月4日を公務員の祝日に制定